# Srednja Bloudkova
Die Srednja Bloudkova (dt. Bloudek-Normalschanze, alternative Stane-Pelan-Schanze) war eine normal K90 Skisprungschanze in Planica, die von 1949 bis 2012 existierte.
Die Schanze befand sich zwischen Letalnica bratov Gorišek und Bloudkova velikanka. Jetzt an gleicher Stelle ersetzt durch die Jugendschanzen HS62 und HS80.
Es war gebaut von Stanko Bloudek, verdient am meisten Anerkennung und für 9 von 10 Weltrekorden am Bloudkova velikanka, mit Hilfe von Stane Pelan.

## Geschichte

### 1949: Offizielle Eröffnung bei Vereinen Wettbewerb
Am 14. Februar 1949 wurden auf dieser neuen Schanze mit 5 Trainingsrunden die ersten Sprünge gemacht. Die ersten fünf Schanzenrekorde wurden alle von Franc Pribošek aufgestellt.
Am 20. Februar 1949 wurde die K80 -Schanze mit einem Jugoslawische nationalen Wettbewerb zwischen Vereinen auch offiziell eröffnet, mit 5.000 Zuschauern am Veranstaltungsort. Janez Polda, der außer Konkurrenz später an diesem Tag  den Schanzenrekord auf 79 Meter verbesserte, gewann vor Franc Mandeljc und Rudi Finžgar (Gründer von Elan).
Am 20. März 1949 wurde auch internationale wettbewerb premiere genommen. Evert Karlsson aus Schweden gewann (74 und 75 Meter) vor Janez Polda und seinem Heimatkollegen Karl Holmström. Einen Woche später fanden auch zweite internationale Veranstaltungen statt, bei beiden der weltberühmte Volksmusiker Slavko Avsenik (Oberkrainer) den 23. und 29. Platz erreichte.
Am 12. und 19. März 1950 gab es auch zwei internationale Veranstaltungen innerhalb einer Woche. Thorleif Schjelderup gewann den ersten Wettbewerb und Sverre Stenersen den zweiten.
Am 11. März 1951 fand eine internationale Veranstaltung vor 15.000 Zuschauern statt. Sepp Bradl (79 und 73,5 m) gewann vor Janez Polda und Albin Plank.
Am 23. März 1952 fand eine internationale Veranstaltung vor 5.000 Zuschauern statt. Keith Wegeman (80 und 70,5 m) gewann vor Sepp Bradl und Alois Leodolter.

### 1953: Cockta der Öffentlichkeit präsentiert
Am 8. März 1953 fand eine internationale Veranstaltung vor 10.000 Zuschauern statt, wo Cockta, Das berühmteste slowenische Erfrischungsgetränk wurde zum ersten Mal der Öffentlichkeit präsentiert.

## Entwicklung des Schanzenrekords
| Datum            | Name                      | Weite   |
| ---------------- | ------------------------- | ------- |
| 14. Februar 1949 | Franc Pribošek            | 60,0 m  |
| 14. Februar 1949 | Franc Pribošek            | 67,0 m  |
| 14. Februar 1949 | Franc Pribošek            | 68,0 m  |
| 14. Februar 1949 | Franc Pribošek            | 71,0 m  |
| 14. Februar 1949 | Franc Pribošek            | 75,0 m  |
| 17. Februar 1949 | Janez Polda               | 77,0 m  |
| 20. Februar 1949 | Janez Polda               | 79,0 m  |
| 24. März 1949    | Evert Karlsson            | 79,0 m  |
| 24. März 1949    | Janez Polda               | 80,5 m  |
| 27. März 1949    | Evert Karlsson            | 85,5 m  |
| 27. März 1949    | Janez Polda               | 86,0 m  |
| 7. März 1965     | Marjan Pečar              | 87,0 m  |
| 26. März 1967    | Horst Queck               | 91,0 m  |
| 23. März 1968    | Jiří Raška                | 92,0 m  |
| 23. März 1968    | Josef Matouš              | 93,0 m  |
| 23. März 1968    | Gari Jurjewitsch Napalkow | 93,5 m  |
| 23. März 1968    | Jiří Raška                | 96,0 m  |
| 24. März 1984    | Jens Weißflog             | 97,0 m  |
| 11. März 1993    | Jens Weißflog             | 101,0 m |
| 11. März 1993    | Takanobu Okabe            | 101,0 m |
| 11. März 1993    | Espen Bredesen            | 101,0 m |
| 11. März 1994    | Andreas Goldberger        | 102,5 m |
| 4. März 2000     | Christian Nagiller        | 103,5 m |
| 4. März 2000     | Lukas Tschuschnig         | 104,0 m |
| 13. März 2004    | Bine Zupan                | 110,0 m |

## Internationale Wettbewerbe
Genannt werden alle von der FIS organisierten Sprungwettbewerbe und Eröffnung.
| Datum                 | Sportart              | Kategorie                                                | Schanze | 1. Platz                                                         | 2. Platz                                                            | 3. Platz                                                         |
| --------------------- | --------------------- | -------------------------------------------------------- | ------- | ---------------------------------------------------------------- | ------------------------------------------------------------------- | ---------------------------------------------------------------- |
| 20. Februar 1949      | Skispringen, Männer   | Jugoslawische Vereinen Wettbewerb (Offizielle Eröffnung) | K80     | Janez Polda (Mojstrana Verein)                                   | Franc Mandeljc (Prešeren Verein)                                    | Rudi Finžgar (Prešeren Verein)                                   |
| 20. März 1949         | Skispringen, Männer   | Internationale 1                                         | K80     | Evert Karlsson                                                   | Janez Polda                                                         | Karl Holmström                                                   |
| 27. März 1949         | Skispringen, Männer   | Internationale 2                                         | K80     | Janez Polda                                                      | Lasse Johansson                                                     | Rafael Viljamaa                                                  |
| 12. März 1950         | Skispringen, Männer   | Internationale 1                                         | K80     | Thorleif Schjelderup                                             | Sverre Kronvold                                                     | Janez Polda                                                      |
| 19. März 1950         | Skispringen, Männer   | Internationale 2                                         | K80     | Sverre Stenersen                                                 | Hakonsen                                                            | Sverre Kronvold                                                  |
| 11. März 1951         | Skispringen, Männer   | Internationale                                           | K80     | Sepp Bradl                                                       | Janez Polda                                                         | Alwin Plank                                                      |
| 23. März 1952         | Skispringen, Männer   | Internationale                                           | K80     | Keith Wegeman                                                    | Sepp Bradl                                                          | Alois Leodolter                                                  |
| 8. März 1953          | Skispringen, Männer   | Internationale                                           | K80     | Hermann Anwander                                                 | Janez Polda                                                         | Sepp Schiffner                                                   |
| 7. März 1965          | Skispringen, Männer   | 1. Janez-Polda-Memorial                                  | K90     | Dieter Müller                                                    | Helmut Wegscheider                                                  | Dieter Bokeloh                                                   |
| 26. März 1967         | Skispringen, Männer   | 2. Janez-Polda-Memorial                                  | K90     | Reinhold Bachler                                                 | Horst Queck                                                         | Peter Lesser                                                     |
| 22. März 1970         | Skispringen, Männer   | 3. Janez-Polda-Memorial                                  | K90     | Wladimir Smirnow                                                 | Alexander Iwannikow                                                 | Reinhold Bachler                                                 |
| 28. März 1971         | Skispringen, Männer   | 5. Janez-Polda-Memorial (Kongsberg Cup)                  | K90     | Hans-Georg Aschenbach                                            | Walter Steiner                                                      | Peter Štefančič                                                  |
| 21. März 1980         | Skispringen, Männer   | Weltcup                                                  | K90     | Hans Millonig                                                    | Armin Kogler                                                        | Primož Ulaga                                                     |
| 21. März 1981         | Skispringen, Männer   | Weltcup                                                  | K90     | Jari Puikkonen                                                   | Horst Bulau                                                         | Axel Zitzmann                                                    |
| 27. März 1982         | Skispringen, Männer   | Weltcup                                                  | K90     | Ole Bremseth                                                     | Per Bergerud                                                        | Massimo Rigoni                                                   |
| 8. Januar 1983        | Skispringen, Männer   | Europa Cup (Drei-Staaten-Tour)                           | K90     | Vegard Opaas                                                     | Massimo Rigoni                                                      | Primož Ulaga                                                     |
| 26. März 1983         | Skispringen, Männer   | Weltcup                                                  | K90     | Matti Nykänen                                                    | Primož Ulaga                                                        | Olav Hansson                                                     |
| 8. Januar 1984        | Skispringen, Männer   | Europa Cup (Drei-Staaten-Tour)                           | K90     | Wladimir Brejtschew                                              | Steinar Bråten                                                      | Miran Tepeš                                                      |
| 24. März 1984         | Skispringen, Männer   | Weltcup                                                  | K90     | Jens Weißflog                                                    | Mike Holland                                                        | Janusz Malik                                                     |
| 15.–16. Dezember 1984 | Nordische Kombination | Weltcup                                                  | K90     | Geir Andersen                                                    | Hubert Schwarz                                                      | Hallstein Bøgseth                                                |
| 11. Januar 1985       | Skispringen, Männer   | Europa Cup (Drei-Staaten-Tour)                           | K90     | Per-Mårten Olsrud                                                | Vasja Bajc                                                          | Primož Ulaga                                                     |
| 12. Januar 1986       | Skispringen, Männer   | Europa Cup (Drei-Staaten-Tour)                           | K90     | Miran Tepeš                                                      | Antonio Lacedelli                                                   | Tomaž Dolar                                                      |
| 22. März 1986         | Skispringen, Männer   | Weltcup                                                  | K90     | Matti Nykänen                                                    | Andreas Felder                                                      | Franz Neuländtner                                                |
| 10. Januar 1987       | Skispringen, Männer   | Europa Cup (Drei-Staaten-Tour)                           | K90     | Rajko Lotrič                                                     | Tomaž Dolar                                                         | Robert Selbekk-Hansen                                            |
| 8. Januar 1988        | Skispringen, Männer   | Europa Cup (Drei-Staaten-Tour)                           | K90     | Vegard Opaas                                                     | Ole Christian Eidhammer                                             | Rajko Lotrič                                                     |
| 9. Januar 1988        | Skispringen, Männer   | Europa Cup (Drei-Staaten-Tour)                           | K90     | Primož Ulaga                                                     | Ole Christian Eidhammer                                             | Carlo Pinzani                                                    |
| 26. März 1988         | Skispringen, Männer   | Weltcup                                                  | K90     | Primož Ulaga                                                     | Pavel Ploc                                                          | Ernst Vettori                                                    |
| 8. Januar 1989        | Skispringen, Männer   | Europa Cup                                               | K90     | Primož Kopač                                                     | Ron Richards                                                        | Matjaž Debelak                                                   |
| 26. März 1989         | Skispringen, Männer   | Weltcup                                                  | K90     | Jens Weißflog                                                    | Andreas Felder                                                      | Ari-Pekka Nikkola                                                |
| 17. Februar 1990      | Skispringen, Männer   | Europa Cup                                               | K90     | Robert Leonhardt                                                 | Janez Štirn                                                         | Sašo Komovec                                                     |
| 18. Februar 1990      | Skispringen, Männer   | Europa Cup                                               | K90     | Robert Leonhardt                                                 | Janez Debelak                                                       | Markus Gähler Franz Wiegele                                      |
| 15.–16. Dezember 1990 | Nordische Kombination | Europa Cup                                               | K90     | Thomas Dufter                                                    | Thomas Donaubauer                                                   | Stanisław Ustupski                                               |
| 22. Dezember 1990     | Skispringen, Männer   | Alpencup                                                 | K90     | Damjan Fras                                                      | Gerd Siegmund                                                       | Marc Nölke                                                       |
| 22.–23. Dezember 1990 | Nordische Kombination | Alpencup                                                 | K90     | Jens Deimel                                                      | Roland Braun                                                        | Jens Pilson                                                      |
| 21. Dezember 1991     | Skispringen, Männer   | Alpencup                                                 | K90     | Andreas Beck                                                     | Urban Franc                                                         | Jure Žagar                                                       |
| 21.–22. Dezember 1991 | Nordische Kombination | Alpencup                                                 | K90     | Jens Deimel                                                      | Roland Braun                                                        | Marco Zarucchi                                                   |
| 21.–22. Dezember 1991 | Nordische Kombination | Europa Cup                                               | K90     | Martin Bayer                                                     | Thomas Krause                                                       | Enrico Heisig                                                    |
| 10. Januar 1992       | Skispringen, Männer   | Europa Cup (Alpe-Adria-Tour)                             | K90     | Andi Rauschmeier                                                 | Josef Heumann                                                       | Andreas Bauer                                                    |
| 19. Dezember 1992     | Skispringen, Männer   | Alpencup                                                 | K90     | Matja Kladnik                                                    | Jérôme Gay                                                          | Andreas Widhölzl                                                 |
| 19.–20. Dezember 1992 | Nordische Kombination | Alpencup                                                 | K90     | Gerhard Schallert                                                | Josef Buchner                                                       | Franci Jekovec                                                   |
| 8. Januar 1993        | Skispringen, Männer   | Europa Cup (Alpe-Adria-Tour)                             | K90     | Franci Petek                                                     | Dionis Vodnev                                                       | Bengt Heiestad                                                   |
| 9. Januar 1993        | Skispringen, Männer   | Europa Cup (Alpe-Adria-Tour)                             | K90     | Samo Gostiša                                                     | Knut Müller                                                         | Christian Moser                                                  |
| 11. Dezember 1993     | Skispringen, Männer   | Weltcup                                                  | K90     | Espen Bredesen                                                   | Takanobu Okabe                                                      | Andreas Goldberger                                               |
| 12. März 1994         | Skispringen, Männer   | Alpencup                                                 | K90     | Christoph Dieler                                                 | Richard Foldl                                                       | Jaka Grosar                                                      |
| 12.–13. März 1994     | Nordische Kombination | Alpencup                                                 | K90     | Boud                                                             | Angelman                                                            | Armin Krugel                                                     |
| 10. Dezember 1994     | Skispringen, Männer   | Weltcup                                                  | K90     | Kazuyoshi Funaki                                                 | Andreas Goldberger                                                  | Janne Ahonen                                                     |
| 11. Dezember 1994     | Skispringen, Männer   | Weltcup                                                  | K90     | Andreas Goldberger                                               | Mika Laitinen                                                       | Lasse Ottesen                                                    |
| 18. Dezember 1994     | Skispringen, Männer   | Alpencup                                                 | K90     | Nicolas Dessum                                                   | Lucas Chevalier                                                     | Alexander Müller                                                 |
| 7. Januar 1995        | Skispringen, Männer   | Continental Cup                                          | K90     | Sven Hannawald                                                   | Heinz Kuttin                                                        | Kent Johanssen                                                   |
| 11. März 1995         | Skispringen, Männer   | Alpencup                                                 | K90     | Karl-Heinz Dorner                                                | Jaka Grosar                                                         | Primož Peterka                                                   |
| 11.–12. März 1995     | Nordische Kombination | Alpencup                                                 | K90     | Bar                                                              | N/A                                                                 | N/A                                                              |
| 9. März 1996          | Nordische Kombination | Alpencup                                                 | K90     | Roman Perko                                                      | Jean-Marc Mougel                                                    | Mario Regenfelder                                                |
| 9. März 1996          | Skispringen, Männer   | Alpencup                                                 | K90     | Primož Peterka                                                   | N/A                                                                 | Rico Parpan                                                      |
| 10. März 1996         | Nordische Kombination | Alpencup                                                 | K90     | Roman Perko                                                      | Petr Šmejc                                                          | Jean-Marc Mougel                                                 |
| 10. März 1996         | Skispringen, Männer   | Alpencup                                                 | K90     | Primož Peterka                                                   | N/A                                                                 | Matija Stegnar                                                   |
| 21. Dezember 1996     | Nordische Kombination | Alpencup                                                 | K90     | Grillhösl                                                        | Roman Perko                                                         | Igor Cuznar                                                      |
| 21. Dezember 1996     | Skispringen, Männer   | Alpencup                                                 | K90     | Wolfgang Loitzl                                                  | Eigent(a)ler                                                        | Blaž Vrhovnik                                                    |
| 12. Januar 1997       | Skispringen, Männer   | Continental Cup                                          | K90     | Roman Křenek                                                     | Markus Eigentler                                                    | Olaf Hegenbarth                                                  |
| 27. Februar 1999      | Nordische Kombination | Alpencup                                                 | K90     | N/A                                                              | N/A                                                                 | N/A                                                              |
| 27. Februar 1999      | Skispringen, Männer   | Alpencup                                                 | K90     | Stefan Kaiser                                                    | Florian Liegl                                                       | Thomas Hörl                                                      |
| 28. Februar 1999      | Nordische Kombination | Alpencup                                                 | K90     | N/A                                                              | N/A                                                                 | N/A                                                              |
| 28. Februar 1999      | Skispringen, Männer   | Alpencup                                                 | K90     | Stefan Kaiser                                                    | Florian Liegl Primož Urh-Zupan                                      |                                                                  |
| 15. Januar 2000       | Skispringen, Männer   | Alpencup                                                 | K90     | Manuel Fettner                                                   | Stefan Kaiser                                                       | Maximilian Mechler                                               |
| 16. Januar 2000       | Skispringen, Männer   | Alpencup                                                 | K90     | Stefan Kaiser                                                    | Martin Koch                                                         | Manuel Fettner                                                   |
| 24. Februar 2001      | Skispringen, Männer   | Alpencup                                                 | K90     | Storniert und in Saalfelden am Steinernen Meer ersetzt           | Storniert und in Saalfelden am Steinernen Meer ersetzt              | Storniert und in Saalfelden am Steinernen Meer ersetzt           |
| 25. Februar 2001      | Skispringen, Männer   | Alpencup                                                 | K90     | Storniert und in Saalfelden am Steinernen Meer ersetzt           | Storniert und in Saalfelden am Steinernen Meer ersetzt              | Storniert und in Saalfelden am Steinernen Meer ersetzt           |
| 15. Dezember 2001     | Nordische Kombination | Continental Cup                                          | K90     | Andrej Jezeršek                                                  | Christian Beetz                                                     | Aleksiej Fadiejew                                                |
| 16. Dezember 2001     | Nordische Kombination | Continental Cup                                          | K90     | Petr Šmejc                                                       | Aleksiej Fadiejew                                                   | Antti Kuisma                                                     |
| 16. Februar 2002      | Skispringen, Männer   | Continental Cup                                          | K90     | Bine Norčič                                                      | Jörg Ritzerfeld                                                     | Manuel Fettner                                                   |
| 16. Februar 2002      | Skispringen, Männer   | Continental Cup                                          | K90     | SlowenienRok Benkovič Primož Urh-Zupan Blaž Vrhovnik Bine Norčič | DeutschlandMichael Neumayer Dirk Else Frank Löffler Jörg Ritzerfeld | FinnlandJanne Ylijärvi Pekka Salminen Kimmo Yliriesto Tami Kiuru |
| 11. Januar 2003       | Skispringen, Männer   | Continental Cup                                          | K90     | Christian Nagiller                                               | Kai Bracht                                                          | Stefan Thurnbichler Jure Bogataj                                 |
| 12. Januar 2003       | Skispringen, Männer   | Continental Cup                                          | K90     | Christian Nagiller                                               | Janne Happonen Stefan Thurnbichler                                  |                                                                  |
| 28. Januar 2003       | Skispringen, Männer   | EYOF                                                     | K90     | SlowenienRok Benkovič Zvonko Kordež Jaka Oblak                   | NorwegenTerje Hilde Morten Gjesvold Jon Aaraas                      | ÖsterreichNicolas Fettner Gerald Wambacher Roland Mülleri        |
| 29. Januar 2003       | Skispringen, Frauen   | EYOF                                                     | K90     | Anette Sagen                                                     | Ulrike Gräßler                                                      | Katrin Stefaner                                                  |
| 29. Januar 2003       | Skispringen, Männer   | EYOF                                                     | K90     | Jon Aaraas                                                       | Zvonko Kordež                                                       | Rok Benkovič                                                     |
| 8. März 2003          | Skispringen, Frauen   | Alpencup                                                 | K90     | Monika Pogladič                                                  | Rosemarie Wenk                                                      | Magdalena Kublin                                                 |
| 8. März 2003          | Skispringen, Männer   | Alpencup                                                 | K90     | Thomas Thurnbichler                                              | Rok Urbanc                                                          | Jure Bogataj                                                     |
| 9. März 2003          | Skispringen, Frauen   | Alpencup                                                 | K90     | Monika Pogladič                                                  | Tamara Kančilija                                                    | Rosemarie Wenk                                                   |
| 9. März 2003          | Skispringen, Männer   | Alpencup                                                 | K90     | Jure Bogataj                                                     | Rok Urbanc                                                          | Michael Nagiller Stefan Becker                                   |
| 3. Januar 2004        | Skispringen, Männer   | Continental Cup                                          | K90     | Mateusz Rutkowski                                                | Juha-Matti Ruuskanen                                                | Kim-Roar Hansen                                                  |
| 4. Januar 2004        | Skispringen, Männer   | Continental Cup                                          | K90     | Daiki Itō Jure Bogataj                                           |                                                                     | Juha-Matti Ruuskanen Mateusz Rutkowski Bine Zupan                |
| 8. Januar 2005        | Skispringen, Männer   | Continental Cup                                          | HS100   | Anders Bardal                                                    | Takanobu Okabe Jure Bogataj                                         |                                                                  |
| 9. Januar 2005        | Skispringen, Männer   | Continental Cup                                          | HS100   | Anders Bardal                                                    | Takanobu Okabe                                                      | Manuel Fettner                                                   |
| 16. Januar 2005       | Skispringen, Frauen   | Continental Cup                                          | HS100   | Anette Sagen                                                     | Lindsey Van                                                         | Monika Pogladič                                                  |
| 7. Januar 2006        | Skispringen, Männer   | Continental Cup                                          | HS100   | Primož Roglič                                                    | Jure Šinkovec                                                       | Jernej Damjan                                                    |
| 8. Januar 2006        | Skispringen, Männer   | Continental Cup                                          | HS100   | Anders Bardal                                                    | Rafał Śliż                                                          | Primož Roglič                                                    |
| 6. Januar 2007        | Skispringen, Männer   | Continental Cup                                          | HS100   | Rok Urbanc                                                       | Ondřej Vaculík                                                      | Morten Solem                                                     |
| 7. Januar 2007        | Skispringen, Männer   | Continental Cup                                          | HS100   | Rok Urbanc                                                       | Taku Takeuchi                                                       | Peter Žonta                                                      |
| 24. Februar 2007      | Skispringen, Männer   | Alpencup                                                 | HS100   | Thomas Thurnbichler                                              | Rok Mandl                                                           | Matjaž Pungertar                                                 |
| 25. Februar 2007      | Skispringen, Männer   | Alpencup                                                 | HS100   | Matjaž Pungertar                                                 | Thomas Thurnbichler                                                 | Andreas Wank                                                     |
| 15. März 2007         | Skispringen, Männer   | Junioren-WM                                              | HS100   | Roman Koudelka                                                   | Shōhei Tochimoto                                                    | Thomas Thurnbichler                                              |
| 17. März 2007         | Skispringen, Männer   | Junioren-WM                                              | HS100   | SlowenienRobert Hrgota Primož Roglič Jurij Tepeš Mitja Mežnar    | JapanShōhei Tochimoto Tsubasa Chōnan Yūmu Harada Kenshirō Itō       | FinnlandMika Kauhanen Lauri Asikainen Sami Niemi Olli Muotka     |
| 17. März 2007         | Skispringen, Frauen   | Junioren-WM                                              | HS100   | Lisa Demetz                                                      | Katie Willis                                                        | Maja Vtič                                                        |